# Pichelotte
La Pichelotte est un ruisseau de Belgique, affluent de la Haine, donc un sous-affluent de l'Escaut. 

## Géographie
Elle traverse Morlanwelz.